# Sant Feliu de Pesillà de la Ribera

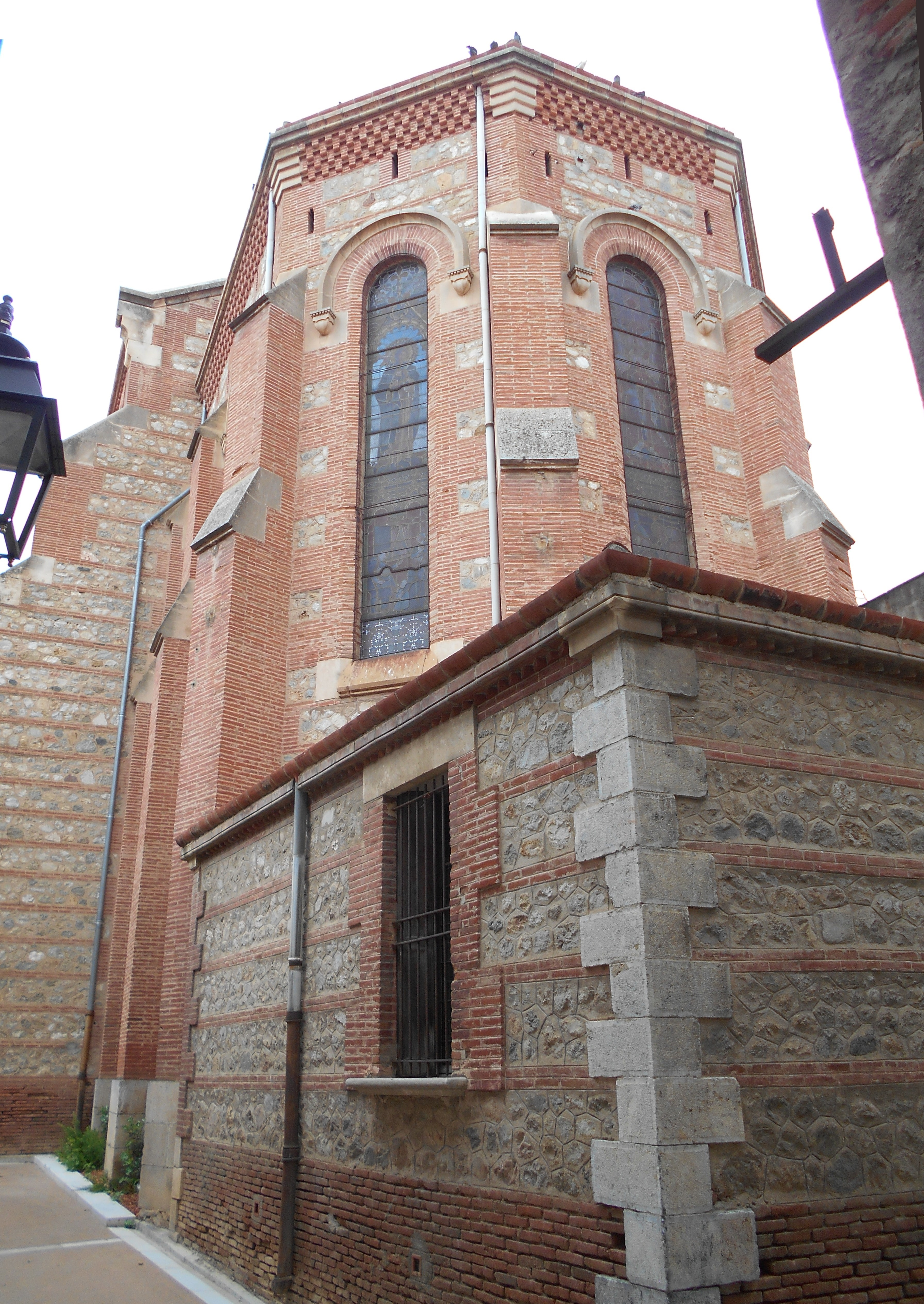
Absis de l'església

Sant Feliu de Pesillà de la Ribera és l'església parroquial del poble de Pesillà de la Ribera, a la comarca del Rosselló (Catalunya del Nord). D'ençà de la seva total renovació del 1891 prengué l'advocació de les Santes Hòsties.
Està situada al bell mig del poble vell de Pesillà de la Ribera, on ocupa no tan sols l'espai de la primitiva església de Sant Feliu, sinó que s'enderrocaren moltes cases de la cellera per a encabir-hi el nou edifici, molt voluminós.

## Història
L'església de Sant Feliu de Pesillà de la Ribera és coneguda des de darreries del segle ix. Està vinculada, des d'aquella època, a l'església de Sant Sadurní de Pesillà de la Ribera i al monestir de la Grassa. Les dues esglésies foren donades per Anna, neta del comte Berà I, que era muller d'Esteve, al comte Radulf i a la seva muller Ridlinda: Pesillà, amb les seves esglésies. El maig del 898 aquests darrers donaren a la Grassa la villa de Pesillà amb les esglésies que hi són fundades en honor de sant Feliu i de sant Sadurní. Ara bé, una carta de confirmació de béns atorgada a la Grassa per Carles el Simple el 29 de maig del 899 no esmenta Pesillà i les dues esglésies, com si el monestir no estigués segur de la donació i no les hi hagués volgut registrar. El mateix 899 tornen a aparèixer entre els béns d'Esteve i Anna. No és fins al 915 quan, mort Radulf, Ridlinda, la seva vídua, i el seu fill Oliba renoven la donació a la Grassa. Després d'aquesta segona donació sí que es feu efectiu el traspàs de senyoriu, i el monestir de la Grassa en tingué la propietat fins a la fi de l'Antic Règim. En una butlla del papa Gelasi II del 1119 concedida a la Grassa, s'esmenta específicament l'església de Sant Sadurní.
Un document del 1402 atorga el lloguer de la rectoria de Pesillà a Ramon Boer, clergue, amb la condició´que celebri missa a Sant Feliu de Pesillà amb dos preveres i un clergue i faci el mateix a Sant Sadurní. El 1542, finalment, en el testament d'Arnau Miquel es determina que ha de ser enterrat in cimiterio seu capelle beati Saturnini prope dictum locum de Pediliano.

## L'edifici
L'església de Sant Feliu fou quasi totalment enderrocada a finals del segle xix, quan es construí el temple actual, l'any 1893. Només en queda un petit fragment: un tram del mur nord de la nau, del segle xii.